# 马库斯·海斯利普
马库斯·德尚·海斯利普（英語：Marcus Deshon Haislip，1980年12月22日—），美国NBA联盟职业篮球运动员。他在2002年的NBA选秀中第1轮第13顺位被密尔沃基雄鹿选中。